# Tuva Moflag

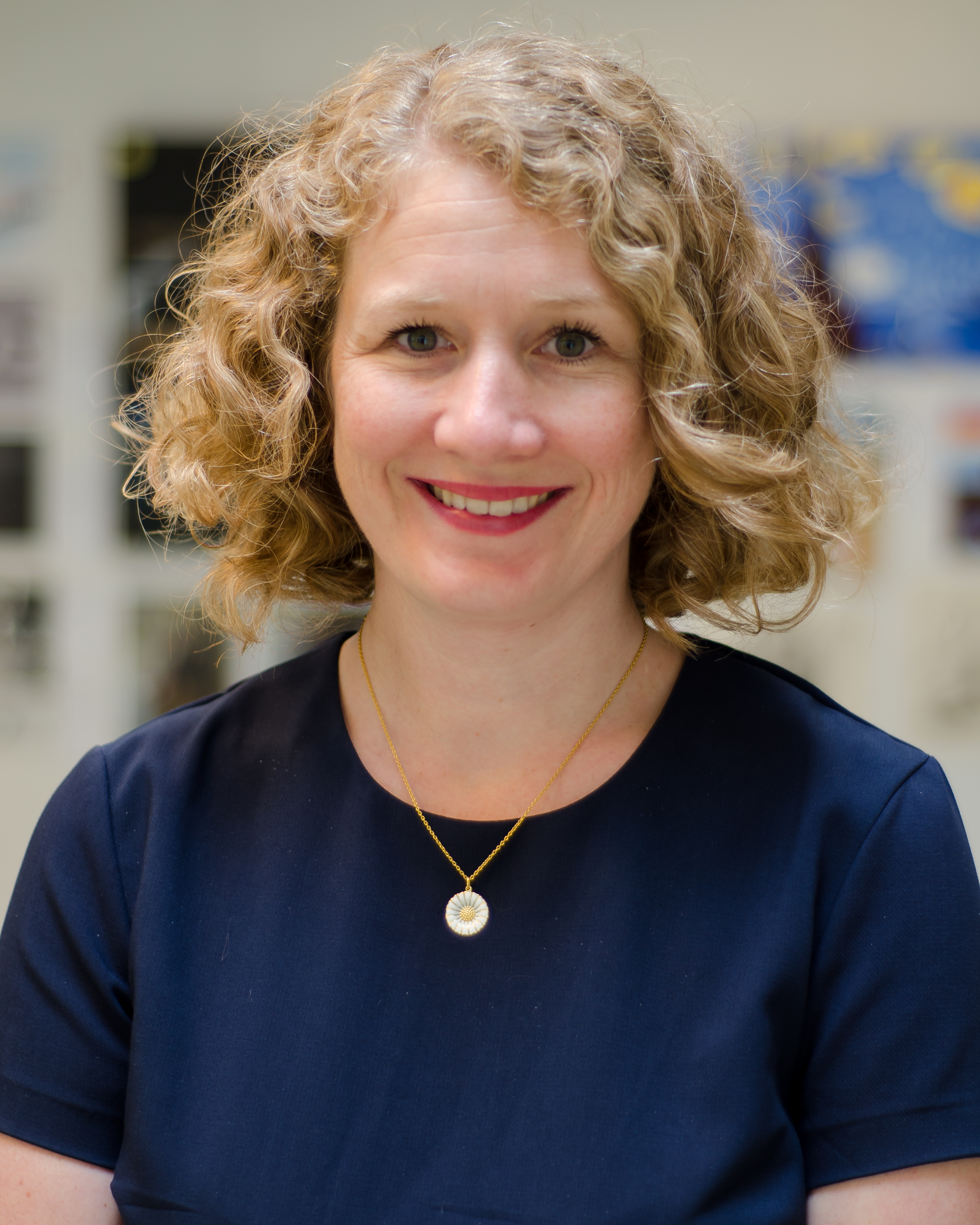
Tuva Moflag, 2017

Tuva Moflag (* 17. März 1979 in Oslo) ist eine norwegische Politikerin der sozialdemokratischen Partei Arbeiderpartiet (Ap). Seit 2017 ist sie Abgeordnete im Storting.

## Leben
Moflag studierte nach ihrer Schulzeit von 1998 bis 2002 Wirtschaftswissenschaften an der Hochschule Bodø. Anschließend arbeitete sie beim Beratungsunternehmen Boston Consulting Group, bevor sie 2003 ihre Tätigkeit als Projektleiterin bei der Kinderhilfsorganisation Redd Barna begann. Zwischen 2007 und 2012 war sie als Kundenberaterin bei American Express angestellt. Bis 2015 schrieb sie schließlich als Wirtschaftsjournalistin für die Zeitung Dagbladet.
Im Jahr 2011 wurde Moflag Mitglied im Kommunalparlament von Ski, wo sie bis 2017 verblieb. Zwischen September 2015 und 2017 war sie dabei die Bürgermeisterin der damaligen Kommune. Bei der Parlamentswahl im September 2017 zog Moflag in das norwegische Nationalparlament Storting ein. Dort vertritt sie den Wahlkreis Akershus und wurde Mitglied im Gesundheits- und Pflegeausschuss. Nach der Wahl 2021 wechselte sie in den Arbeits- und Sozialausschuss, wo sie die Position der zweiten stellvertretenden Vorsitzenden übernahm. Zudem wurde sie im Anschluss an die Stortingswahl 2021 Mitglied im Fraktionsvorstand. Im April 2024 wechselte Moflag in den Finanzausschuss und wurde dessen Vorsitzende. Im Februar 2025 wurde sie stellvertretende Fraktionsvorsitzende.